# Alfredo Amestoy Sáenz
Alfredo Amestoy Sáenz (Villamediana de Iregua, la Rioja, 15 de juny de 1946) és un polític català d'origen castellà establert a Badalona.

## Biografia
Va treballar al camp fins als divuit anys. El 1964 va emigrar a Suïssa, on es va diplomar en farmàcia. Quan va tornar va treballar en una farmàcia. Des del 1963 va militar al PCE i quan es va establir a Badalona el 1968 va militar al PSUC i fou secretari polític de la Joventut Comunista de Catalunya al Barcelonès Nord de 1969 a 1972. El 1973 fou secretari polític del PSUC a Badalona, on va fundar els primers nuclis de l'Assemblea de Catalunya. Per la seva activitat fou detingut per la policia franquista.
A les eleccions municipals espanyoles de 1979 fou segon tinent d'alcalde de l'Ajuntament de Badalona. Fou elegit diputat a les eleccions al Parlament de Catalunya de 1980 per la circumscripció de Barcelona. Ha estat vicepresident de la comissió d'Alta Muntanya (1982-1984) i membre de la comissió d'Economia, Finances i Pressupost del Parlament de Catalunya.
El 2014 fou un dels antics regidors de l'ajuntament de Badalona que van donar suport públicament al dret a decidir. El 2017 va ser un dels militants històrics del PSUC que van signar un manifest de support al referèndum.